# Bestseller
Bestseller — датская компания, занимающаяся разработкой дизайна и продажей одежды. Штаб-квартира расположена в Бранне (коммуна Икаст-Бранне).

## История
Компанию основал Троэльс Холк Поульсен. В 1975 году он возглавил компанию своего дяди, которая производила одежду, и переориентировал её на выпуск модной женской одежды по умеренным ценам. В 1979 году он расширил бизнес, начав розничную торговлю и импорт одежды для продажи в Дании. Для оптовой торговли одеждой была создана компания Bestseller Wholesale с офисами в Турции, Индии, Гонконге и Италии. В середине 1980-х годов компания начала торговлю мужской и детской одеждой. В 1986 году был запущен первый собственный бренд — Exit для детской одежды. Также в этом году Bestseller вышла за пределы Дании, открыв магазин в Норвегии, за ним последовали торговые точки в Швеции, Финляндии и Исландии.
В 1987 году появился бренд женской одежды Vero Moda, а в 1990 году — бренд мужской одежды Jack & Jones. Затем были запущены бренды Vila (более дорогая женская одежда, 1993 год), Only (одежда для молодых женщин, 1996 год), Name It (одежда для новорожденных, 1996 год). В 1996 году Аллан Варбург и Дан Фриис совместно с Троэльсом Холком Поульсеном учредили в Гонконге компанию Bestseller Fashion Group, которая занималась как размещением заказов на производство одежды в КНР, так и начала развивать розничную сеть европейской одежды в Китае. В том же 1996 году был открыт первый магазин Only в Пекине; к 2005 году в КНР работало 900 торговых точек под брендами компании. В конце 1990-х годов появились бренды Selected (мужская одежда) и tdk (джинсы).
В 2001 году Троэльс Холк Поульсен передал руководство и 80 % акций своему сыну Андерсу. В 2003 году была представлена большая коллекция аксессуаров под брендом Pieces. Также в 2003 году был запущен бренд Phink, ориентированный на девочек-подростков. В первой половине 2000-х годов магазины под брендами компании по договору франчайзинга появились в ОАЭ, России, Польше, Турции и Канаде. За 2005 и 2006 года было открыто более 700 новых магазинов, в 2007 году начал работу 500-й магазин под брендом Jack & Jones. Всего к этому времени было около 2000 собственных магазинов и столько же франчайзинговых. Кроме того, компания Bestseller оптом поставляла одежду в 14 тыс. торговых точек в разных регионах мира.
В сентябре 2024 года у интернет-магазина ASOS были куплены бренды Topshop и Topman

## Собственники и руководство
Владельцем и генеральным директором компании является Андерс Холк Поульсен. По состоянию на 2025 год журнал Forbes его состояние оценивал в 13,4 млрд долларов, он входил во вторую сотню самых богатых людей мира. Андерс Холк Поульсен является основателем фонда Wildlife, который занимается приобретением участков земли под частные заповедники; ему принадлежит около 1 % территории Шотландии, а также крупные участки в Румынии.

## Деятельность
Продукция реализуется через собственную розничную сеть из 2800 магазинов в 44 странах и платформы электронной коммерции, а также продаётся оптом в 16 тыс. торговых точек (универмаги, мульти-брендовые магазины). Изготовление товаров осуществляют независимые контрактные производители, всего у компании 350 поставщиков с 700 фабриками в 18 странах (Бангладеш, Индия, Камбоджа, Китай, Мьянма, Пакистан, Турция и другие), в производстве занято около 700 тыс. человек. Ключевые бренды — Vero Moda, Only, Jack & Jones и Pieces.
Выручка компании за 2023/24 финансовый год составила 35,65 млрд датских крон ($5,3 млрд), из них на Данию пришлось 5 %, на остальную Европу — 87 %, на другие регионы — 8 %. Основными рынками сбыта являются Германия, Франция, Испания, Италия и Нидерланды.
В Гонконге базируется компания Bestseller Fashion Group China, формально она не связана с датской компанией Bestseller, но также контролируется семьёй Холк Поульсен. У компании более 7 тыс. магазинов в КНР и 17 тыс. сотрудников.
Также семьёй Холк Поульсен контролируется Heartland, инвестиционный холдинг, имеющий доли а таких компаниях, как Zalando, ASOS, About You, Klarna, WhiteAway, Astarri, Normal и Nemlig;